# La strada senza ritorno
La strada senza ritorno (Maladie i inne opowiadania) è una raccolta di racconti scritta dallo scrittore polacco Andrzej Sapkowski.
Su esplicita richiesta dell'autore, nell'edizione italiana sono stati esclusi i racconti Coś się kończy, coś się zaczyna (Qualcosa finisce, qualcosa comincia) e Bitewny pył (La polvere della battaglia).

## Edizioni
- Andrzej Sapkowski, La strada senza ritorno, Editrice Nord, 2017,  pp. 420, ISBN 9788842929963.